# Episodi di The Tick (seconda stagione)
La seconda e ultima stagione della serie televisiva The Tick è stata interamente pubblicata da Prime Video il 5 aprile 2019, anche in italiano.
| n° | Titolo originale         | Titolo italiano               | Pubblicazione USA | Pubblicazione Italia |
| -- | ------------------------ | ----------------------------- | ----------------- | -------------------- |
| 1  | Lesson One: Think Quick! | Lezione Uno: Pensa in fretta! | 5 aprile 2019     | 5 aprile 2019        |
| 2  | A.E.G.I.S and You        | Tu e l'A.E.G.I.S.             | 5 aprile 2019     | 5 aprile 2019        |
| 3  | Hot Beige!               | Beige acceso!                 | 5 aprile 2019     | 5 aprile 2019        |
| 4  | Blood and Cake           | Sangue e torta                | 5 aprile 2019     | 5 aprile 2019        |
| 5  | Magic is Real            | La magia esiste               | 5 aprile 2019     | 5 aprile 2019        |
| 6  | Categorically Speaking   | Categoricamente parlando      | 5 aprile 2019     | 5 aprile 2019        |
| 7  | Lei-Lo, Ho!              | Lei-Lo go!                    | 5 aprile 2019     | 5 aprile 2019        |
| 8  | Joan!                    | Joan!                         | 5 aprile 2019     | 5 aprile 2019        |
| 9  | In the Woods             | Nel bosco                     | 5 aprile 2019     | 5 aprile 2019        |
| 10 | Choose Love!             | Scegli l'amore!               | 5 aprile 2019     | 5 aprile 2019        |